# Günter Krautscheid
Günter Krautscheid (* 1942) ist ein Fahrradhersteller und ehemaliger Radrennfahrer aus Bochum.

## Leben und Wirken
Günter Krautscheid wurde 1942 in Bochum geboren. Er fuhr von 1953 bis 1966 Radrennen und brachte es dabei bis in die deutsche Amateur-Nationalmannschaft.

### Krabo

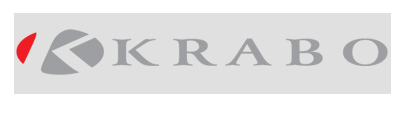
Logo der Marke Krabo

Nach seinem Rückzug vom aktiven Radsport bildete er sich zum Schlosser und Schweißer weiter und gründete 1977 im Bochumer Stadtteil Stiepel ein Radsportfachgeschäft, in dem er von Anfang an eigene Fahrradrahmen unter der Marke Krabo (von „Krautscheid Bochum“) fertigte. Die Produktion seiner Rahmenmanufaktur liegt bei etwa 120 Rahmen im Jahr.
Krautscheids Rahmen werden aus Stahl, Aluminium, kohlenstofffaserverstärktem Kunststoff und Titan gefertigt.
Krautscheid fertig Rahmen für den Rennsport und seit einigen Jahren auch hochwertige Trekking- und Reiserahmen. Es werden ausschließlich Rohrsätze der italienischen Firma Columbus verwendet.
Fahrräder von Krautscheid sind überregional bekannt, auch prominente ehemalige Profiradfahrer wie Erik Zabel oder Rolf Aldag gehören zur Kundschaft.
Das Unternehmen musste 2022 nach fast 50 Jahren seinen Standort in Bochum am "Vorm Felde 32" aufgeben, da der Pachtvertrag des Objektes ausgelaufen war. Heute befindet sich sein Unternehmen in Bochum-Harpen. Die ehemalige Werkstatt und der alte Unternehmenssitz wurden Ende des Jahres 2022 abgerissen und durch einen Neubau ersetzt. Sein Sohn Sven Krautscheid ist Zweiradmechanikermeister sowie Rahmenbauer und betreibt sein eigenes Unternehmen in Bochum.

### Weitere Mitgliedschaften und Engagements
Er war Mitbegründer und langjähriger 1. Vorsitzender des Radsportverein Bochum 1987 e. V. In dieser Funktion setzt er sich für den Radsport in Bochum ein und war als Organisator verschiedener Radrennen in Bochum mitverantwortlich. Der Verein RSV Bochum wurde im Jahre 2020 aufgelöst.
Krautscheid hat sich Jahre lang einem in aktiven Zeiten des RSV-Bochum für die Nachwuchsförderung im Radsport eingesetzt. Er unterstützte den Sportler Tim Klinger.